# Javier Grandoli
Javier Anibal Grandoli (* 25. Juli 1969 in Paraná) ist ein ehemaliger argentinischer Fußballspieler auf der Position eines Stürmers.

## Karriere
Javier Grandoli begann seine fußballerische Karriere in seiner Heimat. Von 1980 bis 1985 spielte er für den CA Belgrano und 1986 in seiner Geburtsstadt beim CA Paraná. 1986 wechselte der Offensivakteur nach Chile, wo er für den Rest seiner Karriere blieb. Von Fernández Vial wechselte er 1988 zu Provincial Osorno, wo er mit 53 Toren erfolgreichster Torschütze des Vereins ist. Anschließend lief Grandoli noch für Deportes Arica und Deportes La Serena auf. 1994 beendete er seine Karriere bei Deportes Ovalle.

## Erfolge
Provincial Osorno
- Segunda División: 1990